# Saison 2018-2019 de shogi
La saison 2018-2019 de shogi se déroule d'avril 2018 à mars 2019 (année fiscale japonaise), les compétitions professionnelles se déroulant sur toute l'année. C'est la date de leur finale qui décide de leur inclusion.

## Tournois masculins

### Tournois majeurs

#### 77eMeijin
Masayuki Toyoshima bat Amahiko Sato 4-0
|            | Nom                | Nom       | Né en | 10/04 | 22/04 | 07/05 | 16/05 | Score | Vainqueur                  |
| ---------- | ------------------ | --------- | ----- | ----- | ----- | ----- | ----- | ----- | -------------------------- |
| Tenant     | Amahiko Sato       | 佐藤 天彦 | 1988  | 0     | 0     | 0     | 0     | 0     | Masayuki Toyoshima豊島将之 |
| Challenger | Masayuki Toyoshima | 豊島将之  | 1970  | 1     | 1     | 1     | 1     | 4     | Masayuki Toyoshima豊島将之 |

#### 4eEio
Takuya Nagase bat Taichi Takami.
|           | Nom           | Nom       | Né en | 06/04 | 13/04 | 04/05 | 11/05 | Score | Vainqueur              |
| --------- | ------------- | --------- | ----- | ----- | ----- | ----- | ----- | ----- | ---------------------- |
| Tenant    | Taichi Takami | 髙見泰地  | 1993  | 0     | 0     | 0     | 0     | 0     | Takuya Nagase永瀬 拓矢 |
| Finaliste | Takuya Nagase | 永瀬 拓矢 | 1992  | 1     | 1     | 1     | 1     | 4     | Takuya Nagase永瀬 拓矢 |

#### 90eKisei
|            | Nom                | Nom      | Né en | 04/06 | 19/06 | 29/06 | 09/07 | 16/07 | Score | Vainqueur            |
| ---------- | ------------------ | -------- | ----- | ----- | ----- | ----- | ----- | ----- | ----- | -------------------- |
| Tenant     | Masayuki Toyoshima | 豊島将之 | 1992  | 1     | 0     | 0     | 0     |       | 1     | Akira Watanabe渡辺明 |
| Challenger | Akira Watanabe     | 渡辺明   | 1984  | 0     | 1     | 1     | 1     |       | 3     | Akira Watanabe渡辺明 |

#### 60eOi
Kazuki Kimura remporte à 46 ans son premier titre majeur
|            | Nom                | Nom       | Né en | 03/07 | 30/07 | 08/08 | 20/08 | 27/08 | 09/09 | 25/09 | Score | Vainqueur              |
| ---------- | ------------------ | --------- | ----- | ----- | ----- | ----- | ----- | ----- | ----- | ----- | ----- | ---------------------- |
| Tenant     | Masayuki Toyoshima | 菅井竜也  | 1992  | 1     | 1     | 0     | 0     | 1     | 0     | 0     | 3     | Kazuki Kimura木村 一基 |
| Challenger | Kazuki Kimura      | 木村 一基 | 1973  | 0     | 0     | 1     | 1     | 0     | 1     | 1     | 4     | Kazuki Kimura木村 一基 |

#### 67eOza
Takuya Nagase remporte les trois premières partie et s'empare de son second titre majeur
|            | Nom            | Nom        | Né en | 02/09 | 18/09 | 01/10 | 08/10 | 16/10 | Score | Vainqueur              |
| ---------- | -------------- | ---------- | ----- | ----- | ----- | ----- | ----- | ----- | ----- | ---------------------- |
| Tenant     | Shintaro Saito | 斎藤慎太郎 | 1993  | 0     | 0     | 0     |       |       | 0     | Takuya Nagase永瀬 拓矢 |
| Challenger | Takuya Nagase  | 永瀬 拓矢  | 1992  | 1     | 1     | 1     |       |       | 3     | Takuya Nagase永瀬 拓矢 |

#### 32eRyuo
|            | Nom                | Nom       | Né en | 11/10 | 23/10 | 09/11 | 21/11 | 06/12 | 12/12 | 18/12 | Score | Vainqueur                    |
| ---------- | ------------------ | --------- | ----- | ----- | ----- | ----- | ----- | ----- | ----- | ----- | ----- | ---------------------------- |
| Tenant     | Akihito Hirose     | 広瀬 章人 | 1987  | 0     | 0     | 0     | 1     | 0     |       |       | 1     | Masayuki Toyoshima 豊島 将之 |
| Challenger | Masayuki Toyoshima | 豊島 将之 | 1992  | 1     | 1     | 1     | 0     | 1     |       |       | 4     | Masayuki Toyoshima 豊島 将之 |

#### 69eOsho
|            | Nom            | Nom       | Né en |   |   |   |   |   |   |   | Score | Vainqueur            |
| ---------- | -------------- | --------- | ----- | - | - | - | - | - | - | - | ----- | -------------------- |
| Tenant     | Akira Watanabe | 渡辺明    | 1984  | 1 | 0 | 1 | 0 | 0 | 1 | 1 | 4     | Akira Watanabe渡辺明 |
| Challenger | Akihito Hirose | 広瀬 章人 | 1987  | 0 | 1 | 0 | 1 | 1 | 0 | 0 | 3     | Akira Watanabe渡辺明 |

#### 45eKio
|            | Nom            | Nom    | Né en | 01/02 | 16/02 | 01/03 | 17/03 | 30/03 | Score | Vainqueur |
| ---------- | -------------- | ------ | ----- | ----- | ----- | ----- | ----- | ----- | ----- | --------- |
| Tenant     | Akira Watanabe | 渡辺明 | 1984  |       |       |       |       |       |       |           |
| Challenger | Kei Honda      | 本田奎 | 1997  |       |       |       |       |       |       |           |

### Tournois secondaires

#### 13e Coupe Asahi
le 11 fevrier 2020 les demi finales et la finale se sont tenu au Yurakucho Marion Asahi Hall
| Quarts de finale  | Quarts de finale | Quarts de finale | Demi finale   | Finale        | Vainqueur            |
| ----------------- | ---------------- | ---------------- | ------------- | ------------- | -------------------- |
| Takayuki Yamasaki | 山崎 隆之        | 1981             | Takuya Nagase | Takuya Nagase | Shōta Chida千田 翔太 |
| Takuya Nagase     | 永瀬 拓矢        | 1992             | Takuya Nagase | Takuya Nagase | Shōta Chida千田 翔太 |
| Tochiaki Kubo     | 久保 利明        | 1975             | Masataka Goda | Takuya Nagase | Shōta Chida千田 翔太 |
| Masataka Goda     | 郷田 真隆        | 1971             | Masataka Goda | Takuya Nagase | Shōta Chida千田 翔太 |
| Shōta Chida       | 千田 翔太        | 1994             | Shōta Chida   | Shōta Chida   | Shōta Chida千田 翔太 |
| Akira Inaba       | 稲葉 陽,         | 1988             | Shōta Chida   | Shōta Chida   | Shōta Chida千田 翔太 |
| Sōta Fujii        | 藤井 聡太,       | 2002             | Sōta Fujii    | Shōta Chida   | Shōta Chida千田 翔太 |
| Shintaro Saito    | 斎藤 慎太郎      | 1993             | Sōta Fujii    | Shōta Chida   | Shōta Chida千田 翔太 |

#### 26eGinga-sen
Tournoi final du 7 août au 20 septembre 2018, résultats à partir des quarts de finale.
| Quarts de finale | Quarts de finale | Quarts de finale | Demi finale | Finale | Vainqueur |
| ---------------- | ---------------- | ---------------- | ----------- | ------ | --------- |
|                  |                  |                  |             |        |           |
|                  |                  |                  |             |        |           |
|                  |                  |                  |             |        |           |
|                  |                  |                  |             |        |           |
|                  |                  |                  |             |        |           |
|                  |                  |                  |             |        |           |
|                  |                  |                  |             |        |           |
|                  |                  |                  |             |        |           |

#### 68eCoupe NHK
Finale en mars 2019.
| Quarts de finale | Quarts de finale | Quarts de finale | Demi finale | Finale | Vainqueur |
| ---------------- | ---------------- | ---------------- | ----------- | ------ | --------- |
|                  |                  |                  |             |        |           |
|                  |                  |                  |             |        |           |
|                  |                  |                  |             |        |           |
|                  |                  |                  |             |        |           |
|                  |                  |                  |             |        |           |
|                  |                  |                  |             |        |           |
|                  |                  |                  |             |        |           |
|                  |                  |                  |             |        |           |

#### 38eShogi Japan Series
Tournoi du 24 juin au 19 novembre 2018, résultat à partir des quarts de finale.
| Quarts de finale | Quarts de finale | Quarts de finale | Demi finale | Finale | Vainqueur |
| ---------------- | ---------------- | ---------------- | ----------- | ------ | --------- |
|                  |                  |                  |             |        |           |
|                  |                  |                  |             |        |           |
|                  |                  |                  |             |        |           |
|                  |                  |                  |             |        |           |
|                  |                  |                  |             |        |           |
|                  |                  |                  |             |        |           |
|                  |                  |                  |             |        |           |
|                  |                  |                  |             |        |           |

#### 49eShinjin Ō
Reservé aux moins de 26 ans professionnels depuis moins de six ans et non-détenteur d'un titre
Finale du 17 octobre au 29 octobre.
| Nom | Nom | Né en | 10/10 | 17/10 | 29/10 | Score | Vainqueur |
| --- | --- | ----- | ----- | ----- | ----- | ----- | --------- |
|     |     |       |       |       |       |       |           |
|     |     |       |       |       |       |       |           |

#### 63eSandan rigu
Ligue des 3 dan : tournoi d'accession au statut pro. Premier semestre (avril 2018 - septembre 2018)
|    | Joueurs | Joueurs | Né en | Vic | Def | Ri |    | Joueurs | Joueurs | Né en | Vic | Déf | Ri |
| -- | ------- | ------- | ----- | --- | --- | -- | -- | ------- | ------- | ----- | --- | --- | -- |
| 1  |         |         |       |     |     |    | 11 |         |         |       |     |     |    |
| 2  |         |         |       |     |     |    | 12 |         |         |       |     |     |    |
| 3  |         |         |       |     |     |    | 13 |         |         |       |     |     |    |
| 4  |         |         |       |     |     |    | 14 |         |         |       |     |     |    |
| 5  |         |         |       |     |     |    | 15 |         |         |       |     |     |    |
| 6  |         |         |       |     |     |    | 16 |         |         |       |     |     |    |
| 7  |         |         |       |     |     |    | 17 |         |         |       |     |     |    |
| 8  |         |         |       |     |     |    | 18 |         |         |       |     |     |    |
| 9  |         |         |       |     |     |    | 19 |         |         |       |     |     |    |
| 10 |         |         |       |     |     |    | 20 |         |         |       |     |     |    |

#### 64eSandan rigu
Tournoi d'accession au statut pro. Second semestre (octobre 2018 - Mars 2019)
| Rg | Joueurs | Joueurs | Né en | Vic | Def | Ri | Rg | Joueurs | Joueurs | Né en | Vic | Déf | Ri |
| -- | ------- | ------- | ----- | --- | --- | -- | -- | ------- | ------- | ----- | --- | --- | -- |
| 1  |         |         |       |     |     |    | 11 |         |         |       |     |     |    |
| 2  |         |         |       |     |     |    | 12 |         |         |       |     |     |    |
| 3  |         |         |       |     |     |    | 13 |         |         |       |     |     |    |
| 4  |         |         |       |     |     |    | 14 |         |         |       |     |     |    |
| 5  |         |         |       |     |     |    | 15 |         |         |       |     |     |    |
| 6  |         |         |       |     |     |    | 16 |         |         |       |     |     |    |
| 7  |         |         |       |     |     |    | 17 |         |         |       |     |     |    |
| 8  |         |         |       |     |     |    | 18 |         |         |       |     |     |    |
| 9  |         |         |       |     |     |    | 19 |         |         |       |     |     |    |
| 10 |         |         |       |     |     |    | 20 |         |         |       |     |     |    |